# Sciaccarello

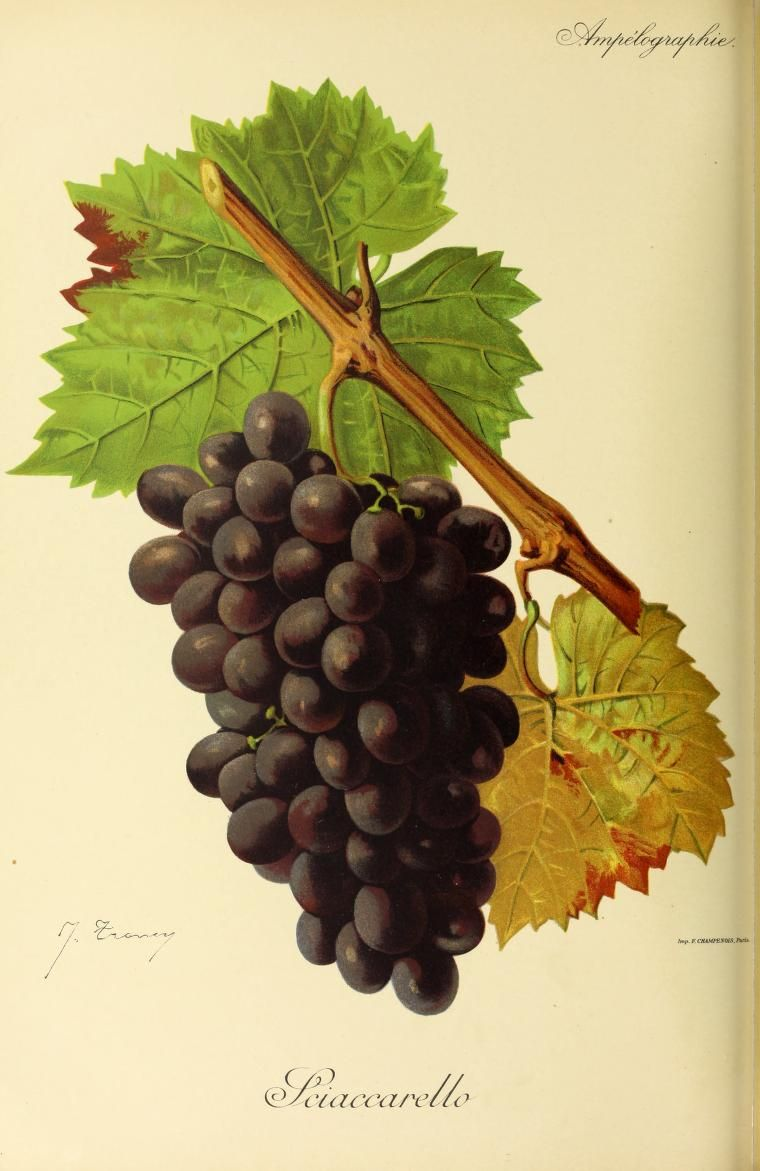
Sciaccarello (Mammolo), aus „Ampélographie : traité général de viticulture“ von P. Viala & V. Vermorel

Sciaccarello  ist eine alte Rotweinsorte, die auf der französischen Insel Korsika vor allem um Sartène und Ajaccio auf einer Fläche von ca. 783 Hektar (Stand 2007, ONIVINS) angebaut wird. Vermutlich gab es sie schon zur Zeit der Römer und es wird vermutet, dass sie aus Italien importiert wurde.
Die spät reifende Rebe erbringt fruchtige, nicht sehr dunkle Rotweine und Roséweine, die sich durch ein kräuterartiges, pfeffriges Bouquet auszeichnen. Kenner erkennen im Wein Aromen von Veilchen (=Mammolo), Mandeln, Kaffee und Himbeere.
Häufig wird sie mit der gerbstoffreichen Sorte Nielluccio (so wird die Rebsorte Sangiovese auf Korsika genannt) verschnitten. In Frankreich sind die 6 Klone 744, 834, 835, 874, 875, 907, 930 und 961 zum Anbau von Qualitätsweinen zugelassen. Klon 744 ist dabei der gängigste im Anbau.

## Synonyme
Die Rebsorte Sciaccarello ist auch unter folgenden 46 Namen bekannt: Broumest, Duraguzza, Fegeri, Malvasia Montanaccio, Mammola Asciutta, Mammola Minuto, Mammoli, Mammolo, Mammolo Asciutta, Mammolo Asciutto, Mammolo di Montepulciano, Mammolo Fiorentino, Mammolo Nero, Mammolo Nero Primaticcio, Mammolo Normale, Mammolo Piccola Rosso Nero, Mammolo Pratese, Mammolo Rosso, Mammolo Rosso Tondo, Mammolo Serrato, Mammolo Tondo, Mammolo Toscano, Mammolone di Lucca, Montanaccia, Montanaccio, Muntanaccia, Muntanaccio, Muntanacciu, Schiorello, Schiuchetadiuru, Schiuchitajolo, Sciacarello, Sciaccarello Nero, Sciaccarellu, Sciucchitghjolu, Sciuccuttaghjolo, Sciuchetadiuru, Sciuchitajolo, Siaccarello Nero, Termarina, Uva Mammola Asciutta, Uva Mammola Nera, Uva Mammola Sgrigliolante, Uva Mammolo Nero, Uva Mammolo Tonda, Verano.